# Jabkenická plošina
Jabkenická plošina je geomorfologický okrsek při východním okraji Dolnojizerské tabule, ležící v okresech Mladá Boleslav a Nymburk Středočeského kraje. Území okrsku zvenčí vymezují sídla Domousnice na severním výběžku, Jabkenice na severozápadě, Všejany na jihozápadě a Rožďalovice na východě. Uvnitř okrsku leží Ledce, Seletice, Mcely a Loučeň.

## Geomorfologické členění

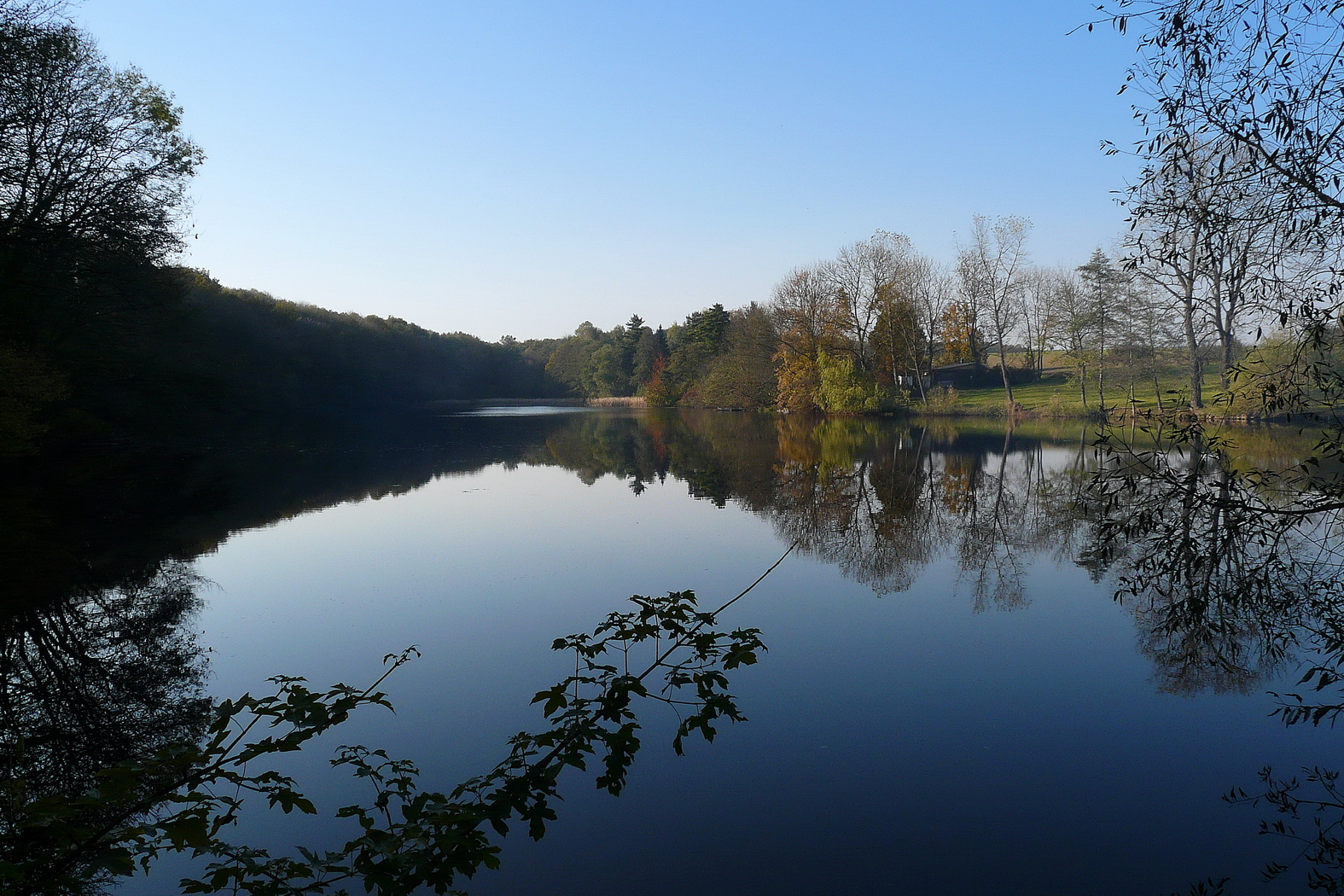
Pilový rybník u Ujkovic

Okrsek Jabkenická plošina náleží do celku Jizerská tabule a podcelku Dolnojizerská tabule, dále se již nečlení. Plošina sousedí na západě s Luštěnickou kotlinou v rámci Dolnojizerské tabule, na jihu a východě se Středolabskou tabulí a na severu s Jičínskou pahorkatinou.

## Významné vrcholy
Nejvyšším vrcholem Jabkenické plošiny jsou Zámrsky (281 m n. m.).
- Zámrsky (281 m)
- Hlavnov (258 m)
- Vinice (240 m)